# Pedro Chaves
Pedro António Matos Chaves nascut a Porto el 27 de febrer de 1965 és un pilot de curses Portuguès que va arribar a disputar curses de Fórmula 1.
Pedro Chaves va debutar a la primera cursa de la temporada 1991 (la 42a temporada de la història) del campionat del món de la Fórmula 1, disputant el 10 de març del 1991 el G.P. dels Estats Units al circuit de Phoenix.
Va participar en un total de tretze curses puntuables pel campionat de la F1, disputades totes a la temporada 1991 no aconseguint classificar-se per disputar cap cursa i, per tant, no assolí cap punt pel campionat del món de pilots.

## Resultats a la Fórmula 1
| Any  | Equip             | Xassís | Motor | 1       | 2       | 3       | 4       | 5       | 6       | 7       | 8      | 9       | 10      | 11      | 12      | 13      | 14  | 15  | 16  | Posició | Punts |
| ---- | ----------------- | ------ | ----- | ------- | ------- | ------- | ------- | ------- | ------- | ------- | ------ | ------- | ------- | ------- | ------- | ------- | --- | --- | --- | ------- | ----- |
| 1991 | Coloni Racing Srl | Coloni | Ford  | USA NVQ | BRA NVQ | SMR NVQ | MON NVQ | CAN NVQ | MEX NVQ | FRA NVQ | GB NVQ | ALE NVQ | HON NVQ | BEL NVQ | ITA NVQ | POR NVQ | ESP | JAP | AUS | -       | 0     |

### Resum
| Curses: | Victòries: | Pòdiums: | Poles: | Voltes ràpides: | Punts: |
| ------- | ---------- | -------- | ------ | --------------- | ------ |
| 13 (0)  | 0          | 0        | 0      | 0               | 0      |